# Tramway 1 (Đường sắt đô thị Thành phố Hồ Chí Minh)
Tuyến tramway 1 là một tuyến đường sắt đô thị thuộc hệ thống Đường sắt đô thị Thành phố Hồ Chí Minh. Hiện tại dự án đang trong quá trình kêu gọi đầu tư.

## Hướng tuyến
Tuyến Metro số 4 có điểm đầu tại Ba Son - Tôn Đức Thắng - Công trường Mê Linh - Võ Văn Kiệt - Lý Chiêu Hoàng - Bến xe Miền Tây hiện hữu.
Tuyến số 4 đi qua các Quận 1, Quận 5, Quận 6 và Quận Bình Tân.

## Nhà ga
Toàn tuyến có 14 nhà ga.
| Mã | Tên ga                | Khoảng cách     | Khoảng cách      | Tuyến trung chuyển                 | Vị trí        | Vị trí           |
| Mã | Tên ga                | Giữa các nhà ga | Từ ga CT Mê Linh | Tuyến trung chuyển                 | Quận/Huyện    | Phường/Xã        |
| -- | --------------------- | --------------- | ---------------- | ---------------------------------- | ------------- | ---------------- |
|    |                       |                 |                  |                                    |               |                  |
| 1  | Công trường Mê Linh   | -               | 0.0              | L1 Tuyến 1 (kết nối với ga Ba Son) | Quận 1        | Bến Nghé         |
| 2  | Nguyễn Huệ            | 0.5             | 0.5              |                                    | Quận 1        | Bến Nghé         |
| 3  | Tôn Thất Đạm          | 0.3             | 0.8              |                                    | Quận 1        | Nguyễn Thái Bình |
| 4  | Calmette              | 0.6             | 1.4              | BRT01                              | Quận 1        | Nguyễn Thái Bình |
| 5  | Cầu Ông Lãnh          | 0.5             | 1.9              | BRT01                              | Quận 1        | Cầu Ông Lãnh     |
| 6  | Hồ Hảo Hớn            | 0.6             | 2.5              | BRT01                              | Quận 1        | Cô Giang         |
| 7  | Nguyễn Cảnh Chân      | 0.5             | 3.0              | BRT01                              | Quận 1        | Cầu Kho          |
| 8  | Nguyễn Văn Cừ         | 0.5             | 3.5              | BRT01                              | Quận 1        | Cầu Kho          |
| 9  | Cầu Chữ Y             | 0.5             | 4.0              | BRT01                              | Quận 5        | Phường 1         |
| 10 | Bệnh viện Chợ Quán    | 0.5             | 4.5              | BRT01                              | Quận 5        | Phường 1         |
| 11 | Bình An               | 0.8             | 5.3              | BRT01                              | Quận 5        | Phường 5         |
| 12 | Đại Thế Giới          | 0.5             | 5.8              | BRT01                              | Quận 5        | Phường 6         |
| 13 | Tản Đà                | 0.5             | 6.3              | BRT01                              | Quận 5        | Phường 10        |
| 14 | Cầu Chà Và            | 0.5             | 6.8              | BRT01                              | Quận 5        | Phường 10        |
| 14 | Cầu Chà Và            | 0.5             | 6.8              | BRT01                              | Quận 5        | Phường 13        |
| 15 | Chu Văn An            | 0.8             | 7.6              | BRT01                              | Quận 6        | Phường 1         |
| 16 | Mai Xuân Thưởng       | 0.5             | 8.1              | BRT01                              | Quận 6        | Phường 3         |
| 17 | Bình Tiên             | 0.7             | 8.8              | BRT01                              | Quận 6        | Phường 3         |
| 18 | Nhà máy rượu Bình Tây | 0.6             | 9.4              | BRT01                              | Quận 6        | Phường 7         |
| 19 | Lò Gốm                | 0.5             | 9.9              | BRT01                              | Quận 6        | Phường 7         |
| 20 | Cư xá Phú Lâm         | 0.6             | 10.5             |                                    | Quận 6        | Phường 10        |
| 21 | Chợ Bình Phú          | 0.6             | 11.1             |                                    | Quận 6        | Phường 10        |
| 22 | An Dương Vương        | 0.8             | 11.9             |                                    | Quận 6        | Phường 10        |
| 23 | Bến xe Miền Tây       | 0.9             | 12.8             | - L3A Tuyến 3A - BRT01 - BRT05     | Quận Bình Tân | An Lạc           |

## Khu vực Depot
Ga Depot của tuyến sẽ được xây dựng tại bến xe Miền Tây hiện hữu rộng 2,1 ha.